# ゴードン・チェンバース
ゴードン・チェンバース (1969年 - )はアメリカ合衆国のグラミー賞を受賞しているシンガーソングライター・プロデューサー。75の録音でアンジー・ストーン, Yolanda Adams,アイズレー・ブラザース 、ブランディー、Trey Songz,チャカ・カーン, パティー・ラベル,アッシャー , Marc Anthony, Jamie Foxx, アレサ・フランクリン, Whitney Houston,ビヨンセなどに曲を書いた。

## 来歴
作詞家として参加したAnita Baker『I Apologize』、Brownstone『If You Love Me』、Angie Stone『No More Rain (In This Cloud)』、映画『Set It Off』の主題歌 『Missing You』（Brandy, Tamia, Gladys Knight and Chaka Khan)、 Yolanda Adams『Someone Watching Over Me』などがナンバーワンになった。
ASCAPから8回受賞、Dove Awardに4回入選、グラミーに3回入選。
Anita Bakerは『I Apologize』でグラミー受賞。
ESSENCE Awards, American Music Awards, The Goodwill Games、ホワイトハウスで彼の曲が演奏された。 
ヨーロッパ・日本ツアーではEssence Music Festival, The Congressional Black Caucus,アポロ劇場, Constitution Hall, B. B King's、ケネディー・センターで公演。
ブロンクスでジャマイカ移民の両親に生まれた。父親はモンテゴ・ベイ、母親はPort Antonioとキングストン出身である。
1977年にニュージャージー州ティーネックに引っ越し。
7歳で最初の曲を書き、近所のトロンボーン奏者Dick Griffin, ベースの Rufus Reid、ドラムの Lenny Whiteに指導を受けた。ティーネック高校でピアノ・トランペットを習得。16人組のNew Progressionsというバンドに参加。
The Record誌でのインタビューで「ティーネックで音楽の訓練は済ませた。プロになることを夢見ていた」と発言。
1986年にブラウン大学入学、政治学を学び弁護士になるつもりだった。
卒業後ティーネックに帰り、『If You Love Me』を書き、1994年にビルボード8位になった。
1993年にEssence誌で編集者として働いている時にクイーン・ラティファにインタビューしたのが縁で"Winki's Theme"を1993年の彼女のアルバムBlack Reignに書いた。.
2005年、初ソロ・アルバム『Introducing Gordon Chambers』を発表。Carl Thomas, Glenn Lewis, Sara Devine, Roy Hargrove、Mike Phillipsなどのゲストを迎えていた。
2007年、セカンド『Love Stories』を発表、Ledisiを迎えた。
サード『Sincere』は2011年夏に発売予定。
Sara DevineとCandace Colesとのデュエット、Darien Dorsey, The BeatBanggahz、Jermaine Mobleyのプロデュースを含む。Donny Hathaway『A Song For You』のカバー、『Missing You』のセルフカバーを含む。
『チア☆ダン』の挿入歌 the world seems so bright〜beautiful day 担当
メンターであったPhyllis HymanとGerald Levertに捧げられた。
現在ブルックリン在住。

## 参照
1. 1 2 3  Munroe, Norman. "Gordon Chambers: Ja's songwriter to the stars", The Jamaica Observer, February 21, 2003. Accessed May 14, 2009.
2. ↑  Lindsey, Craig D. "The Essence of Gordon Chambers", Houston Press, February 14, 2007. Accessed May 10, 2009.
3. 1 2 3 4  Garcia, Alfa. "With a song in his heart for Teaneck: Native son returns to pay tribute", The Record (Bergen County), May 14, 2009. "For Gordon Chambers, returning to Teaneck to perform is more than just a homecoming; it's a chance to pay tribute to the town that helped him on the road to becoming an award-winning songwriter and performer. 'Teaneck is the place where I had all my musical training,' says Chambers, who was born in the Bronx and moved to Teaneck in 1977. As a student at Teaneck High School, Chambers took up trumpet and piano and joined a high school 16-piece cover band called New Progressions."